# آرثر جود
آرثر جود (1904 في المملكة المتحدة - 15 فبراير 1988 في المملكة المتحدة) (بالإنجليزية: Arthur Judd)‏ هو لاعب كريكت بريطاني وبريطاني (وحمل سابقاً جنسية المملكة المتحدة لبريطانيا العظمى وأيرلندا). لعب مع نادي مقاطعة هامبشاير للكريكت ‏ ونادي مارليبون للكريكت ‏ ونادي جامعة كامبريدج للكريكيت ‏.